# تشاد غيلبرت
تشاد غيلبرت (بالإنجليزية: Chad Gilbert)‏ هو موسيقي ومغن مؤلف وعازف قيثارة أمريكي، ولد في 9 مارس 1981 في كورال سبرنغز في الولايات المتحدة.

## وصلات خارجية
- تشاد غيلبرت على موقع IMDb (الإنجليزية)
- تشاد غيلبرت على موقع ميوزك برينز (الإنجليزية)
- تشاد غيلبرت على موقع أول ميوزيك (الإنجليزية)
- تشاد غيلبرت على موقع ديسكوغز (الإنجليزية)
- تشاد غيلبرت على موقع قاعدة بيانات الفيلم (الإنجليزية)
- تشاد غيلبرت على موقع كينوبويسك (الروسية)